# Virola surinamensis
Virola surinamensis (Rol. ex Rottb.) Warb. – gatunek rośliny z rodziny muszkatołowcowatych (Myristicaceae). Występuje naturalnie w Ameryce Centralnej i Południowej. Ponadto został naturalizowany na Karaibach. Bywa uprawiany. 

## Rozmieszczenie geograficzne
Rośnie naturalnie w Ameryce Centralnej i Południowej. Występuje w takich państwach jak Kostaryka, Panama, Kolumbia, Wenezuela, Gujana, Surinam, Brazylia, Ekwador, Peru oraz Boliwia. W Brazylii występuje w stanach Acre, Amazonas, Mato Grosso, Pará, Rondônia i Roraima, Amapá, Tocantins, Ceará, Maranhão i Piauí. 

## Morfologia
PokrójZimozielone drzewo dorastający do 25–40 m wysokości.
LiścieBlaszka liściowa jest skórzasta i ma lancetowaty kształt. Mierzy 10–22 cm długości oraz 2–5 cm szerokości, ma nasadę od zaokrąglonej do ostrokątnej i spiczasty lub ogoniasty wierzchołek. Ogonek liściowy jest nagi i dorasta do 15–20 mm długości.
KwiatyJednopłciowe, zebrane w wiechy, rozwijają się w kątach pędów. Kwiatostany męskie osiągają 7–17 cm długości, natomiast żeńskie 2–8 cm długości. Okwiat jest owłosiony, o długości 1–3 cm.
OwoceMają kształt od elipsoidalnego do niemal kulistego, mierzą 13–21 mm długości i 11–18 mm szerokości.

## Biologia i ekologia
Jest rośliną dwupienną. Rośnie w podmokłych wiecznie zielonych lasach, na terenach nizinnych. 

## Zastosowanie
Drewno tego gatunku jest dobrej jakości i jest stosowane w przemyśle.